# Sant Francesc de Berga
Sant Francesc de Berga és l'església d'un antic convent de frares franciscans de la ciutat de Berga a la comarca del Berguedà. L'església és un bé cultural d'interès local que data del segle xiv. El 1245 es va fundar el primer monestir de framenors de Berga però no reeixí fins al 1330 gràcies a la protecció reial. Les obres van començar el 1333 al costat de la muralla de la vila, extramurs. Fou remodelat als segle xvii i xviii i s'obrí una nova porta al mur de llevant que anul·là la capçalera i l'interior fou decorat amb retaules barrocs. Amb l'exclaustració del segle xix l'edifici passà a ser caserna militar fins que el 1909 retornà la comunitat. La guerra civil (1936-1939) afectà tant l'edifici que s'hagué d'enderrocar. Més tard es feu l'edifici actual en un neogòtic molt pobre. Les dependències conventuals es reconvertiren en escola de formació professional el 1969. El 2014 fou clausurat, i el 2015 comença el projecte de crear-hi una sala d'exposicions del Grup de pintors Verdaguer 7, que s'inaugurà el 2019.

## Descripció

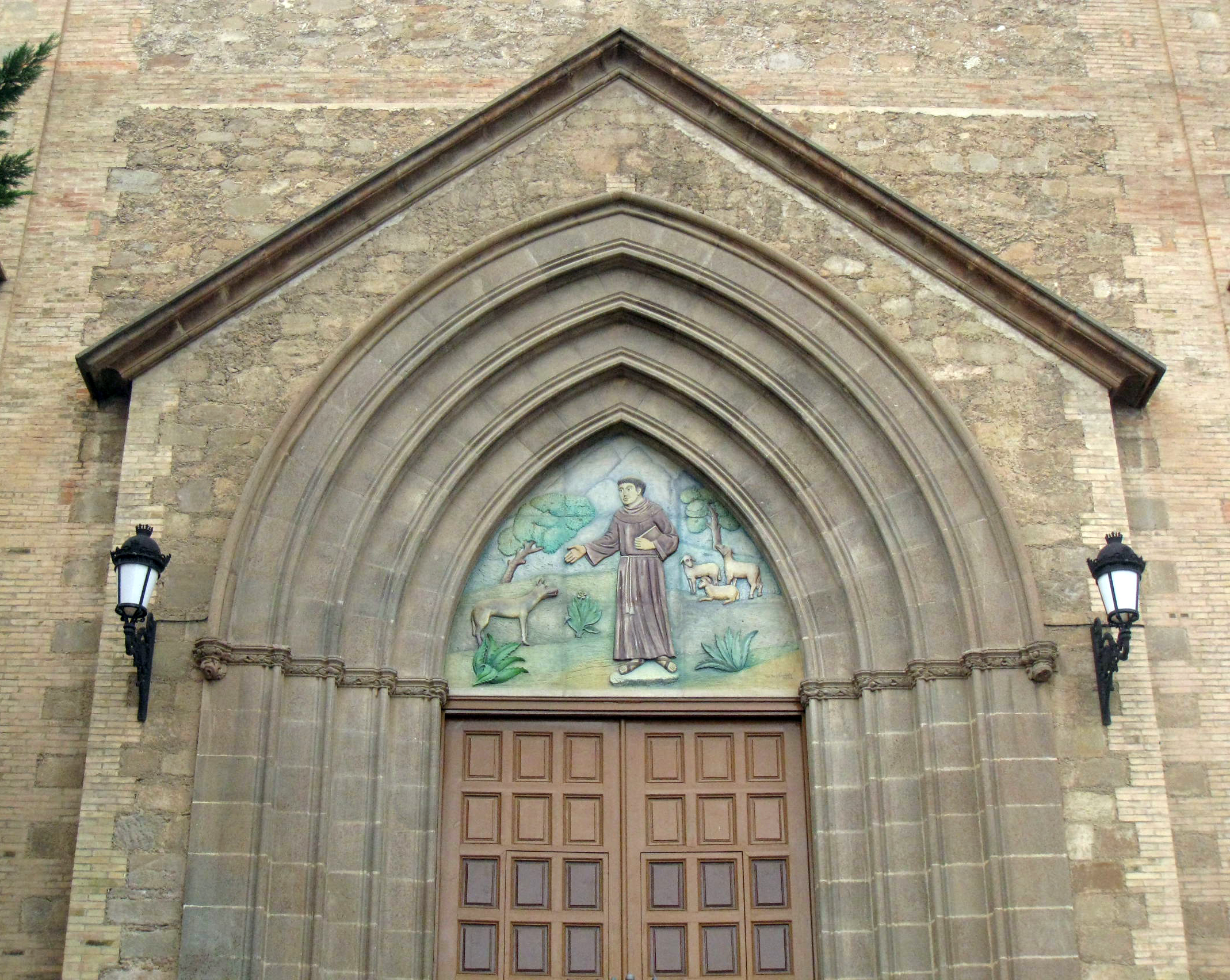
Portalada de l'església

Sant Francesc fou un convent a la ciutat de Berga, destruït durant la Guerra Civil. Construïda de bell nou l'església, resta protegida com a bé cultural d'interès local. Es tracta d'un edifici de grans dimensions de caràcter historicista construït després de la Guerra Civil (1936-39). Està estructurat en tres naus amb voltes de creueria, la central més alta que les laterals en les quals s'hi obren capelles. La façana és a llevant amb una sola porta d'arc apuntat i un rosetó. Les naus són rematades amb absis poligonals. El parament és a base de carreus de pedra ben escairats units amb morter deixats a la vista. La coberta és a dues aigües amb teula àrab.

## Història
Els franciscans ja tenien un convent al carrer menorets de Berga, on s'instal·laren l'any 1239. Els franciscans varen marxar de Berga, però segons el llibre, Anales de Cataluña, Volum 3 Capítol 1, escrit per Narcís Feliu de la Penya i Farell (Barcelona, 1642 - 1712). El rei Alfons el Benigne l'any 1330 i a expenses dels veïns de Berga, es va fundar el Convent de Sant Francesc en aquesta vila i per l'obstinació del rei hi tornaren els franciscans. 
Per tal de poder procedir a la construcció del convent i després d'obtenir el permís del papa Joan XXII, el rei va cedir un terreny de 80 vares de Montpeller (mesura de longitud que equival a: 1 vara = 99,4 cm). Per tal que les obres poguessin començar, tot seguit el rei va cedir diversos tributs. El seu fill Pere IV d'Aragó, més conegut com a Pere III el Cerimoniós, amb una Reial Cèdula del 27 d'octubre de 1339, els va confirmar i augmentar.
Per un document o privilegi reial datat el 6 de juny de 1334, se sap que el convent ja estava edificat a mitjans d'aquest any. Malgrat això, als frares de Sant Francesc no se’ls havien donat en propietat els terrenys que el rei els havia cedit. El guardià del convent, Fra Tomàs Pere, veient que el batlle de Berga, en Ramon D'Olvan, endarreria la cessió de les terres, va acudir a Pere, hereu del rei Alfons IV (el Benigne), així com al seu procurador general. Aquest, després de comprovar la resolució de l'anterior monarca, va transmetre una carta al batlle de Berga, en la qual després de retreure-li la negligència de no complir amb les ordres reials, li ordenava que de manera immediata, sota pena de rebre una sanció, fes complir les ordres del Privilegi Reial, que fes prendre les mides de les 80 canes, i en dones la possessió al monestir de Sant Francesc.
El 1725, per un acord del capítol provincial de l'orde franciscà del mateix any, al convent es varen fer obres de restauració i es va aprofitar per engrandir-lo. Aquesta actuació fou a instàncies i contínues gestions del Pare Clarís, amb l'ajuda del pare Ramon Garriga, que quan es feren les obres era el guardià del convent. Uns anys més tard es va fer la restauració de l'església, aquesta restauració fou beneïda el 10 d'octubre de 1744.
Al segle xix, després de la desamortització, la comunitat va abandonar el convent. La desamortització va consistir en un llarg procés històric-econòmic iniciat a Espanya que va posar al mercat, mitjançant subhasta pública, les terres i béns no productius en poder de les anomenades "mans mortes" que no les conreaven, a fi d'augmentar la riquesa nacional i crear una burgesia i classe mitjana de llauradors propietaris. Aquestes "mans mortes" gairebé sempre eren l'Església Catòlica o els ordes religiosos, que els havien acumulat com a habituals beneficiaris de donacions, testaments i abintestats.
En algun moment de la història del convent i després de la marxa dels frares, el convent va ser utilitzat com a caserna.
Durant la Guerra Civil Espanyola entre el 1936 i el 1939, el convent va patir danys i l'església en va sortir molt malmesa. La inauguració de la reconstrucció es va fer l'any 1962 amb un estil neogòtic.
Entre les actuacions i millores posteriors hi ha la dels vitralls, el campanar o la capella de la Mare de Déu de Queralt.